# ホライゾンラインズ

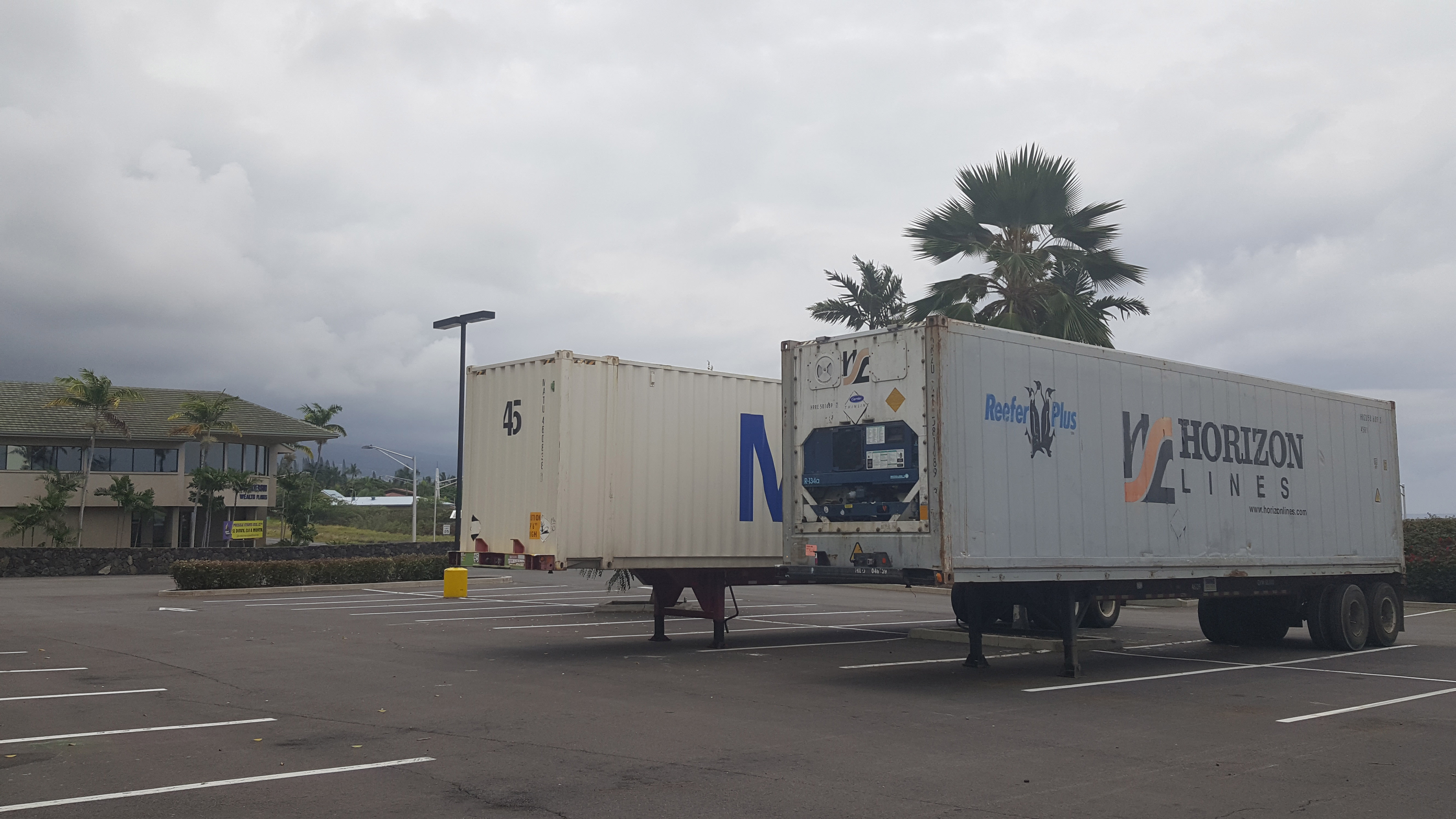
ハワイ州ハワイ島カイルア・コナのショッピングセンターに置かれたホライゾンラインズ社のコンテナ（2015年）

ホライゾンラインズ（英語: Horizon Lines）は、アメリカ合衆国ノースカロライナ州に本社を置く海上輸送会社であった。

## 概要
ホライゾンラインズは、ノースカロライナ州シャーロットに本社を置く、アメリカ国内の海上輸送およびロジスティクス会社であった。ジョーンズ法（Jones Act）下で最大の海運およびロジスティクス会社であり、アメリカ大陸とアラスカ、ハワイ、プエルトリコを結ぶ米国の全コンテナ輸送の約37％を占めていた。このジョーンズ法の下では、米国の港間の海上輸送は、おもに米国市民の乗組員によって運航され、米国で建造され、所有され、アメリカ船籍の船舶に制限されている。
ホライゾンラインズ社はシーランド社から発足した。しかし、シーランドの国内輸送事業は2003年に売却され、その後ホライゾンラインズ（Horizon Lines）という名称で運営され、ホライゾン社は2005年にニューヨーク証券取引所の上場企業となった。そして2015年に同社は、ハワイ州ホノルルが本社のマトソン社に買収されている。

## 参照項目
- ハワイ州#現代の産業一般
- シーランド (海運業者)